# Lapponia (provincia storica)
La Lapponia (Lappland in svedese, Lappi in finlandese) fu una provincia storica, o landskap, dell'Impero svedese, situata nel nord della nazione e costituitasi come evoluzione del Lappmarken. Nel 1809 la parte orientale fu ceduta alla Russia, che comportò la nascita, oltre alla Lapponia svedese,  di una Lapponia finlandese, al tempo granducato dell'Impero russo.
Oggigiorno, mentre la parte svedese non ha più poteri amministrativi, in Finlandia è ancora presente la provincia della Lapponia, contenente anche aree non comprese nella regione storica della Lapponia.

## Distretti storici
Prima della cessione delle parti orientali alla Russia, la Lapponia era divisa nei seguenti distretti:
- Arjeplog Lapland
- Arvidsjaur Lapland
- Enonteki Lapland
- Gällivare Lapland
- Jokkmokk Lapland
- Jukkasjärvi Lapland
- Lycksele Lapland
- Norsjö e Malå
- Åsele Lapland